# Luciano Azzigotti
Luciano Azzigotti (nacido el 5 de diciembre de 1975 en Buenos Aires, Argentina) es un compositor y pianista argentino. 

## Distinciones
- Juan Carlos Paz (música de cámara, 2017)
- Premio Cóndor de Plata 2022 a la mejor música original